# Hermann August Richter
Hermann August Richter, zeitgenössisch auch August Hermann Richter, (* 10. März 1842 in Chemnitz; † 16. Dezember 1911 in Dresden) war ein deutscher Architekt und Vertreter der Semper-Nicolai-Schule.

## Leben

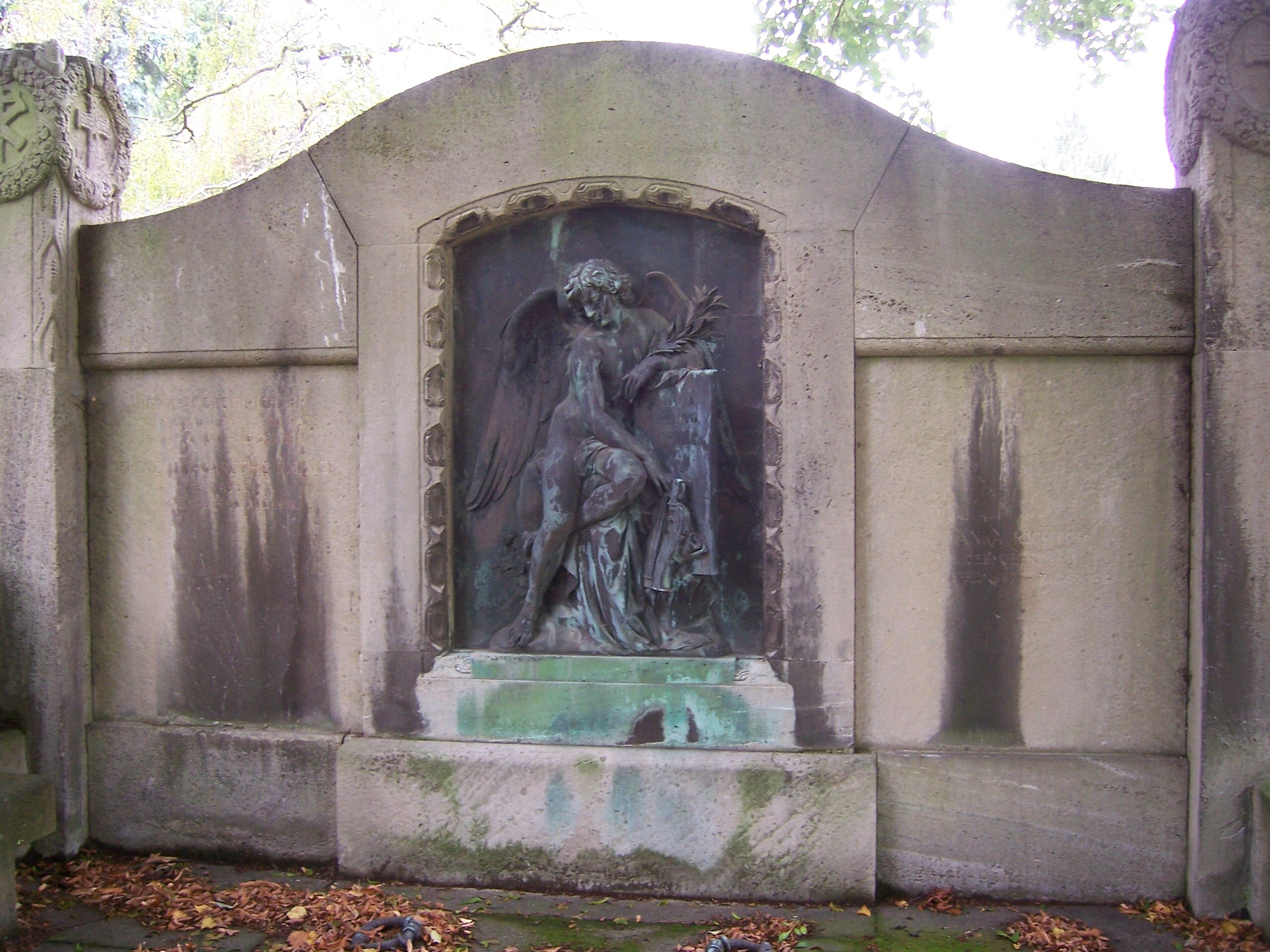
Richters Grab auf dem Johannisfriedhof

Richter studierte an der Dresdner Kunstakademie unter Hermann Nicolai und ließ sich in Dresden nieder. Laut den Dresdner Adressbüchern aus dieser Zeit bezeichnete er sich als Architekt und Maurermeister (im Sinne von Bauunternehmer). Später führte er den Titel Stadtrat. Er war zudem seit etwa 1887 Mitglied der Gymnasialkommission und des Ausschusses für das städtische höhere Unterrichtswesen zu Dresden. Richter war 1903 als „Königlicher Baurat“ in der Sidonienstraße 19 gemeldet.
Er starb 1911 in Dresden und wurde auf dem Dresdner Johannisfriedhof beerdigt.
Richter war Mitglied der Chemnitzer Freimaurerloge Zur Harmonie.

## Bauten
- 1867: Villa Hohe Straße 7 in Dresden
- um 1870: Villa Sidonienstraße 27 in Dresden (1945 zerstört)
- 1873–1874: Villa für den Kaufmann Victor Opitz sen. in Dresden, Mosczynskystraße 10 (später Hausnummer 20) Ecke Beuststraße (inzwischen Mary-Wigman-Straße; 1945 zerstört)
- 1874: Villa Wiener Straße 44 in Dresden (später Hausnummer 2; 1945 zerstört)
- 1875: Bebauungsplan für den Sachsenplatz in Dresden
- 1886–1887/1888: Bauausführung des Schilling-Museums in Dresden, Pillnitzer Straße 63 (nach Entwürfen von Rudolf Schilling; 1945 zerstört)
- um 1889: Wohnhausgruppe Sebnitzer Straße 27/29/31 in Dresden

sowie undatiert:
- Haus Residenzstraße 3 in Dresden
- Konzertsaal am Ausstellungspalast in Dresden, Stübelallee (1945 zerstört)

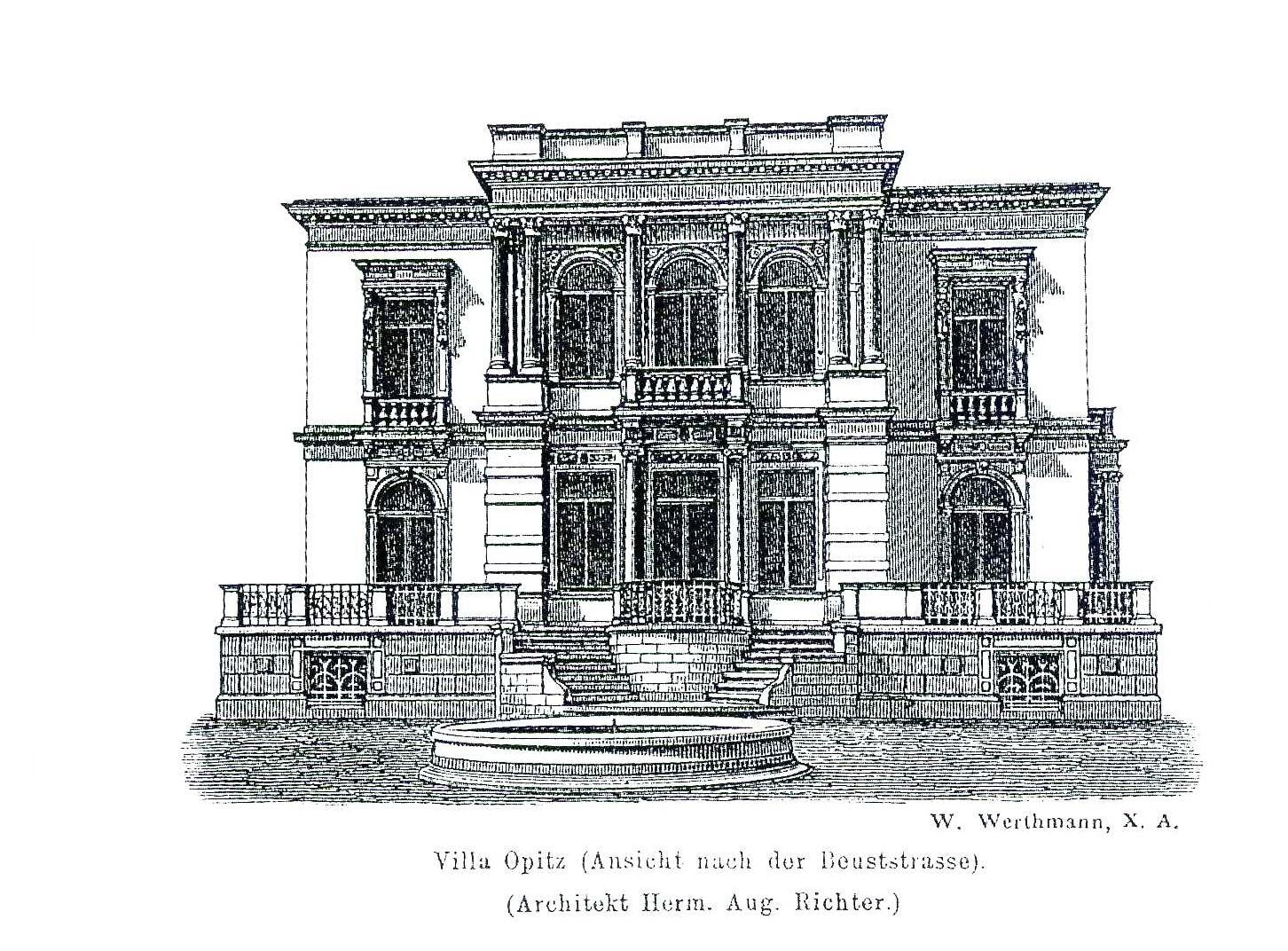
Villa Opitz, Ansicht
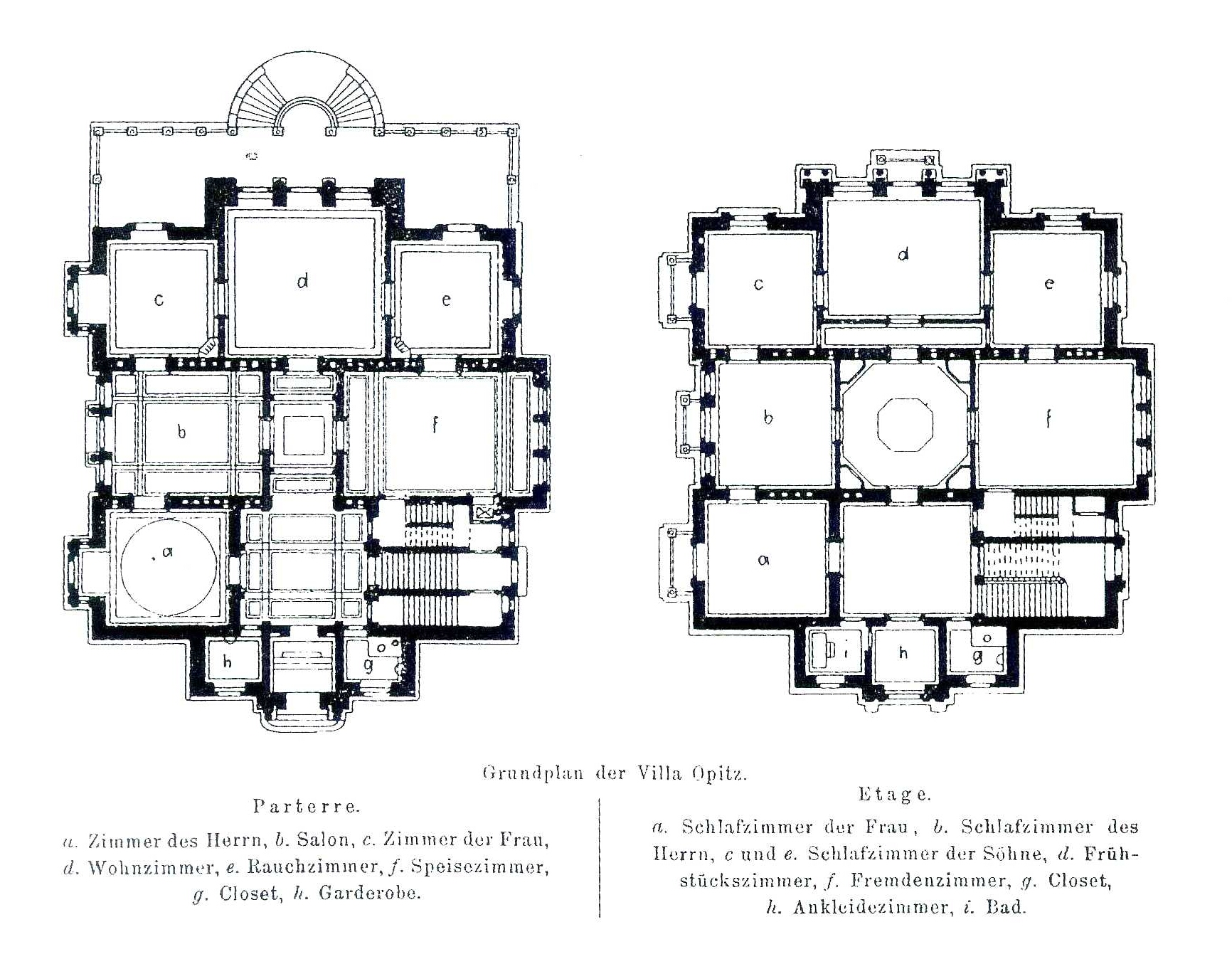
Villa Opitz, Grundrisse